# Адам Богосављевић
Адам Богосављевић (Копривницa код Зајечара, 1843 – 1880) био је српски политичар, представник радикала и присталица идеја Светозара Марковића. У Народној скупштини заступао је сељаке и тражио смањење чиновничких плата и демонтажу бирократскога система.

## Биографија
Рођен је у Копривници код Зајечара у крајинском округу. Уписао се на Филозофски факултет Велике школе у Београду, али се пред сам крај студија вратио родноме месту не би ли се посветио земљорадњи као и просвећивању народа. За време свог школовања деловао је у раду студентског друштва „Србадија“, огранка Уједињене омладине српске, где се налазио међу најуспешнијим студентима генерације.
Вративши се родноме месту, бива изабран за члана Друштва за пољску привреду, а постаје и сарадник листа Тежак, у којем је износио своје идеје о унапређењу земљорадње и образовању народа. Дужност председника Копривничке општине вршио је до краја свога живота.
Богосављевић је 1874. изабран у Народну скупштину и убрзо је постао вођа мале групе радикалско-социјалистичких посланика. На изборима 1875. радикали-социјалисти су значајно увећали свој број у скупштини, али су остали мањинска група. Они су усвојили програм Прве интернационале и заговарали су слободне социјалистичке заједнице које су међу српским сељаштвом налазили већу подршку него владине чиновничке институције. Богосављевићеве победе у скупштини су биле малобројне, али су му увећавале подршку међу сељаштвом.

### Посланик
По први пут изабран је за посланика 1874. заједно са Милијом Миловановићем. Поред либерала и конзервативаца они су трећа странка, али тада само са два члана у скупштини. На Народној скупштини поднели су 1874. неколико предлога са циљем да наруше бирократски систем. Тражили су да се смање плате чиновника и да максимална плата износи 1.000 талира, а максимална пензија 500 талира. Када је Скупштина 1875. распуштена почело је гањање опозиционих посланика. Адама су затворили због некаквога говора, али међу сељацима су се рашириле гласине да су га убили, па је власт морала да сељацима докаже да је Адам жив. Сељаци су га онда одвукли у село, а после тога су најпре капетан, а онда и министар правде неуспешно покушавали да поред бунтовних сељака спроведу Адама поново у затвор.

### Делимично усвајање Адамових мера
Изабран је 1875. поново за посланика. На састанку Скупштине на коме се одлучивало о помагању Српског устанка у Херцеговини и Босни Адамови радикали су пристајали да помажу устанак под условом да ратом управља скупштина, а не влада. Тај предлог није усвојен, али усвојено је да један скупштински одбор надзире владу за време рата. Адам је сматрао да се не сме дозволити да се чиновници и богаташи окористе ратом, а да сав ратни терет пребаце на сељака. Покушао је да ратно стање искористи за уништење бирократскога система, па је тражио да се чиновници поделе на групу, која иде у рат и групу, која остаје, али да ниједна група чиновника за време рата не добија новац. Ипак неке Адамове идеје су биле деломично прихваћене, па је чиновницима плата ограничена на 300 талира, а онима испод одбијало се још 20%. Максимална месечна плата за време рата била је 120 динара или десет дуката. Због тога је Адам прихватио да гласа за одлуке владе о зајму и о рату.

## Идеје
Адамове идеје и покрет су тежили томе да се комплетна управа темље повери сељачкој популацији, као најмногољуднијем друштвеном слоју у Србији, иако она није била ни интелектуално ни материјално оспособљена за једну такву мисију.
Мада је као и Светозар Марковић, добро уочио да су житељи Србије тешко дисали под стегом крутог бирократског апарата, у настојању да га обузда и субзије, отишао је у другу крајност, сматрајући како чиновници обављају најлакши, најпростији и најмање одговоран посао, намера је била да управу претерано упрости. Међутим, ово упрошћавање не би могло да гарантује увођење истинске самуправе и постизање финансијске уштеде, већ би напротив, смањило њен ауторитет и ефикасност.
И поред свих слабости, оваквог програма не може се умањити историјски значај његовог сељачког покрета. Својом идеологијом и веома запаженом посланичком активношћу у Скупштини Адам и његови народњаци су успели да пробуде учмало село и начине га правим политичким чиниоцем парламентарне борбе, припремивши га за много крупније политичке циљеве. Захваљујући тој борби, идеја о локалној самоуправи је прерасла у идеју о одговорној влади, која се брзо ширила по народу. Након Адамове загонетне смрти формирана је Народна радикална странка.

## Смрт и сумње
Касније након Првог српско-турског рата поново је тражио смањење чиновничких плата, али његова реч више није значила много, јер је он током рата, као члан скупштинскога одбора примао за дневнице дупло више од максималне плате.
По закључењу другог сазива Народне скупштине у Нишу, са знањем министра унутрашњих дела (Јаков Туцаковић) је био ухапшен у Зајечару 17/29. марта 1880. под оптужбом да је је заједно са стрицем Радисавом Богосављевићем самовољно узео око 150 ока кукуруза из општинског коша, за гладне становнике његовог села, које је било опустошено током Српско-турског рата. Иако је дело починио још 1876. полиција је то дело прогласила разбојништвом и затворила Адама. Како је боловао од запаљења плућа, дан након тога су га пребацили у болницу, где је умро 19/31. марта. У народу се говорило да је власт отровала Адама, па се тражила обдукција. Обдукцију су извршила два лекара по избору Адамових пријатеља и они су 24. марта/5. априла 1880. потврдили да је умро од упале плућа, али опозиција је и након тога оптуживала владу да је отровала Адама.